# الرشاوية (الدوادمي)
الرشاوية، هي قرية من فئة (ب) تقع في محافظة الدوادمي، والتابعة لمنطقة الرياض في السعودية. وتبعد الرشاوية عن محافظة الدوادمي بمسافة تقارب () كم.